# 이즈미야 시게루
이즈미야 시게루(일본어: 泉谷しげる, 1948년 5월 11일 ~ )는 일본의 싱어송라이터이자 배우이다. 화가, 만화가, 작가, 영화 프로듀서, 성우 등으로도 활동하고 있다.

## 생애
아오모리현 아오모리시에서 태어나 3세부터 도쿄도 메구로구 히가시야마에서 성장하였다. 메구로 구립 히가시 중학교를 졸업하고, 도쿄 도립 메구로 고등학교를 중퇴하였다. 롤링 스톤스를 동경했지만 18세때 집이 화재로 일렉트릭 기타, 앰프 등 악기 장비를 모두 잃고 포크 기타만 남아 포크 가수가 된다. 유년기에는 소아마비에 걸린적도 있어, 후유증 때문에 보행이 불편하다. 이 즈음 만화 잡지 com에 투고하여 만화가가 되려고도 했다. 16 페이지의 만화 작품 "나쁜 놈들"(わるい奴ら)가 남아있다.
라이브앨범 『泉谷しげる登場』을 내면서 ELEC 레코드사에서 데뷔했다. 古井戸(나카이도 레이치)나 RC 석세션(이마와노 키요시로) 등과 공연을 진행했다. 요시다 타쿠로가 ELEC을 떠나면서 ELEC의 간판 스타가 되었다. 요시다도 히로시마 출신이었고 포크는 도쿄보다는 지방 출신이 잘 팔린다는 판단에 따라 이즈미야 시게루도 아오모리 출신임이 강조되었다.
72년 앨범 『春・夏・秋・冬』이 카토 카즈히코 프로듀싱으로 발매되었다. 타이틀곡 「春夏秋冬」는 이후 이즈미야의 대표곡이 되었다. 73년 『光と影』는 사디스틱 미카 밴드가 녹음에 참여했다.
75년 이노우에 요스이, 요시다 타쿠로와 포 라이프 레코드 세우고 라이브 『ライブ!!泉谷-王様たちの夜-』를 내었다. 하지만 77년 포라이프와 결별했다. 70년대 후반부터 라이브를 줄이고 배우 활동을 늘려나간다.
80년 石井聰亙의 영화『狂い咲きサンダーロード』에서 미술을 담당하며 영화계에 존재감을 알려나감. 이마무라 쇼헤이의 영화 좋지 아니한가『ええじゃないか』에 출연하며 주제곡도 담당. .
82년 폴리도어로 이적하여 『NEWS』、『39°8′』、『ELEVATOR』등을 발표했다.
86년에는 자신이 감독하고 사토 코이치 (배우) 나츠키 마리 등을 배우로 기용한 영화 데스파우더『デスパウダー』를 제작.
88년 빅터로 이적하여 『吠えるバラッド』『IZUMIYA SELF COVERS』『HOWLING LIVE』『'90sバラッド』『叫ぶひと囁く』등을 발표했다.
91년 데뷔 20주년을 맞아 전국투어를 했다. 1993년 홋카이도 지진이 있자 이재민 구호 게릴라 공연인 "너희들 모금해라!"「お前ら募金しろ!」를 시작했다. 피해자들을 위한 응원가로 『なぜこんな時代に』『激しい季節』등을 만들었다. 쿠와타 케이스케, 이마와노 키요시로, 오다 카즈마사, 쓰지 히토나리 등과 함께 자선 공연도 진행했다. 95년 한신 대지진때에도 같은 제목으로 게릴라 콘서트를 진행하고 이후 이즈미야 기금(泉谷基金)을 마련했다. 나가사키 운젠산 분화시에도 이마와노 키요시로, 오다 카즈마사, 요시다 타쿠로, 사다 마사시 등과 자선 공연을 했다.
대표적인 우파 연예인 중 한명이며 독도문제 관련하여 김장훈, 박종우 등을 비난했다.

## 음반 목록
ELEC
1. 春夏秋冬（1972年4月25日）
2. 地球はお祭り騒ぎ（1972年11月25日）※CD再発（2006年6月21日）
3. 光と影（1973年9月25日）
4. 黄金狂時代（1974年10月10日）

For Life
1. 家族（1976年4月25日）
2. 光石の巨人（1977年6月25日）
3. '80のバラッド（1978年10月25日）

Warner
1. 都会のランナー（1979年10月29日）
2. NEWS（1982年5月1日）

Polydor
1. 39°8´（1983年9月1日）
2. ELEVATOR（1984年12月21日）

Victor
1. 吠えるバラッド（1988年1月21日）
2. '90s バラッド（1989年11月21日）
3. 叫ぶひと囁く（1991年4月21日）
4. 下郎参上（1991年10月21日）
5. WILD BLOOD（1993年1月21日）
6. メッセージ・ソングス（1994年5月21日）
7. 追憶のエイトビート（1995年7月21日）
8. 全身全霊〜Life to soul〜（1996年7月24日）

Polydor
1. 私には夢がある（1998年7月15日）
2. ベースメント・テープス（1999年4月21日）
3. IRA（2000年1月26日）
4. すべて時代のせいにして （2008年10月1日）
5. 愛と憎しみのバラッド (2009年12月2日)
6. 突然炎のように！（2014年1月8日）

## 작품 목록
영화
- 터미널 (2015年）- 미나미 타츠조 역
- 후처업의 여자 (2016年）

드라마
- 아랑 -GARO- -GOLD STORM- 쇼 (2015年）
- 감옥의 가시 (2017年）- 진구 코레키요 역